# Jarní jitro
Jarní jitro je opera o jednom dějství českého skladatele Václava Kálika (1891–1951) na vlastní libreto. Poprvé byla provedena v Českém divadle v Olomouci-Hodolanech dne 1. října 1943.
Skladatel Václav Kálik, syn opavského národního buditele dr. Františka Kahlika, studoval mezi lety 1908 a 1926 na Karlově univerzitě a na konzervatoři mj. u Vítězslava Nováka a Josefa Suka a poté odjel na stipendijní pobyt do Říma. Již u Suka začal pracovat na své první opeře Jarní jitro, k níž si sám napsal text; pokračoval na ní intenzivně v Itálii (původní skica má dokonce název Římské jitro) a dokončil ji v roce 1933 při pobytu v Mentonu.
Kálik si získával jméno především jako skladatel sborů a sbormistr, opera Jarní jitro však čekala na uvedení dalších deset let. Nastudovalo ji v tísnivých válečných podmínkách české divadlo v Olomouci. V té době již Kálik dokončoval svou druhou operu, aktovku Lásky div podle Julia Zeyera. Premiéra Jarního jitra, které dirigoval Karel Nedbal a režíroval Jiří Fiedler, se konala 1. října 1943; celovečerní program doplňovala česká premiéra scénické symfonie Zdeňka Folprechta Zlomené srdce. Jiná divadla tuto operu neuvedla.